# NGC 1569
NGC 1569 este o dwarf irregular galaxy⁠(d) situată în constelația Girafa. A fost descoperită în 4 noiembrie 1788 de către William Herschel. Se află la o distanță de 3,19 megaparseci de Pământ.